# کلارک گرگ
رابرت کلارک گرگ (به انگلیسی: Robert Clark Gregg) (زاده ۲ آوریل ۱۹۶۲) بازیگر، کارگردان و فیلم‌نامه‌نویس آمریکایی است.

## زندگی
کلارک گرگ در دوم آوریل ۱۹۶۲ در بوستون، ماساچوست زاده شد. او بیشتر به خاطر بازی نقش مأمور فیل کولسن در فیلم‌های مرد آهنی(۲۰۰۸)، مرد آهنی ۲(۲۰۱۰)، ثور(۲۰۱۱)، انتقام‌جویان(۲۰۱۲)، کاپیتان مارول(فیلم۲۰۱۹) و سریالی با نام مأموران شیلد که در شبکه ای‌بی‌سی در حال پخش است؛ معروف است. او همچنین در فیلم‌های:هنگامی که یک غریبه تماس می‌گیرد، یک جمع خوب، ما سرباز بودیم، در سرزمین زنان، فهرست کارها، ایالتی و اصلی، خفه‌گی، تلما، درخشان‌ترین ستاره و بدو عزیزم بدو نیز بازی کرده‌است. او همچنین در صداگذاری برای شخصیت فیل کولسن در سریال کارتونی مرد-عنکبوتی نهایی همکاری داشت. 
او همچنین در سال ۲۰۱۵ موفق به کسب کمربند مشکی ورزش نینجوتسو شد.